# Carrollton (Geórgia)
Carrollton é uma cidade localizada no estado americano de Geórgia, no Condado de Carroll.

## Demografia
Segundo o censo americano de 2000, a sua população era de 19.843 habitantes.
Em 2006, foi estimada uma população de 21.878, um aumento de 2035 (10.3%).

## Geografia
De acordo com o United States Census Bureau tem uma área de
53,5 km², dos quais 52,2 km² cobertos por terra e 1,3 km² cobertos por água. Carrollton localiza-se a aproximadamente 360 m acima do nível do mar.

## Localidades na vizinhança
O diagrama seguinte representa as localidades num raio de 20 km ao redor de Carrollton.